# Arvo Lindén
Arvo Leander Lindén (ur. 27 lutego 1887 w Tampere, zm. 18 marca 1941 w Helsinkach) – fiński zapaśnik walczący w stylu klasycznym. Brązowy medalista olimpijski z Londynu z 1908 roku.